# Rodnica
Vagina ili rodnica (lat. vagina) neparni je spolni organ žene koji povezuje vanjsko spolovilo, vulvu, s maternicom i ostalim unutarnjim spolnim organima. Tijekom menstruacije kroz nju izlazi menstrualna krv, a tijekom porođaja fetus. 
Nalazi se na medijalnoj (sagitalna, središnja) ravnini tijela, varijabilne duljine i širine. Gornji kraj rodnice povezan je s maternicom kroz vrat maternice (cerviks) koji je izbočen u samu rodnicu. Donji kraj rodnice se otvara u predvorje vagine (lat. Vestibulum vaginae). Primarne funkcije su pojednostavljenje prijenosa spermija u daljne organe spolnog sustava žene, propuštanje sekreta iz maternice, istjecanje menstrualne krvi tijekom mjesečnice i porod.

## Anatomija
Rodnica je okružena paravaginalnim vezivnim tkivom (tzv. parakolpij). Parakolpij rodnicu odjeljuje od mjehura i mokraćnog kanala s prednje strane te rektuma sa stražnje strane. S bočnih strana parakolpij prelazi u gornju i donju fasciju mokraćnospolne pregrade (urogenitalne dijafragme) i dijafragme zdjelice, fiksirajući rodnicu u stalni položaj, čime se omogućuje ograničeno pomicanje.

Rodnica je prilijepljena od sprijeda prema straga, osim na prolazu kroz mokraćnospolnu pregradu, neposredno iznad predvorja rodnice, gdje ju gomoljnospužvasti mišić sužava od desna prema lijevo. Na rodnici se mogu razlikovati prednji i stražnji zid, gdje je prednji kraći. Frontalni (poprečni) presjek priliči obliku slova H. 

### Vaginalni otvor i himen
Rodnica kreće od vaginalnog otvora (lat. ostium vaginae) koji se nalazi na stražnjem kraju predvorja vagine ili vulve, iza mokraćnog otvora. Vaginalni otvor je u većini slučaja zaštićen malim (lat. labia minora) i velikim (lat. labia majora) stidnim usnama koje ga pokrivaju, no postoje slučajevi nakon poroda u kojima je otkriven. Vaginalni otvor je također pokriven himenom, slojem sluznice koji se može karakterizirati kao tanka, vlažna opna. Oštećenje ili puknuće himena se može dogoditi tijekom vaginalnog seksa, poroda, ozljeda, masturbacije i tjelovježbe. U rijetkim slučajevima himen u potpunosti prekriva vaginalni otvor te je prvom mjesečnicom potreban kirurški zahvat koji omogućuje istjecanje krvi.

### Tkivo
Rodnica je građena od glatkog mišićnog tkiva s dosta elastičnih niti. Na unutarnjim stijenkama, sluznici rodnice, nalaze se nabori poredani u stupove na prednjoj i stražnjoj stijenci. Stražnji stup nabora gubi se nakon poroda, dok prednji ostaje jer je podržan uretrom. Sluznica se sastoji od neoroženog mnogoslojnog pločastog epitela i vezivne proprije. Sekret cervikalnih žlijezda čini površinu rodnice vlažnom te je lužnat, podliježe mliječnom vrenju, što čini rodnicu kiselom. Sama rodnica nema žlijezde.
Vanjski zid se sastoji od elastičnih niti i venoznog pleksusa.

### Dimenzije
Znanstveno istraživanje iz 1996. na uzorku od 39 žena nalaže da duljina vagine seže od 6,9 cm do 14,8 cm, dok širina ide od 4,8 cm do 6,3 cm te širina vaginalnog otvora od 2,4 do 6,5 cm. Naknadno istraživanje na istom uzorku utvrdilo je da ne postoji korelacija rase i veličine vagine.
Istraživanje objavljeno 2006., bazirano na MRI skenovima 28 žena utvrdilo je srednju vrijednost od vaginalnog otvora do cerviksa 6,3 cm te navedene srednje vrijednosti širine:
- Gornja vagina 3,25 cm
- Dijafragma zdjelice 2,8 cm
- Vaginalni otvor 2,6 cm

U zaključku istraživanja je navedeno da je uočena povezanost veličine vagine s godinama i visinom žena.

#### Promjene dimenzije
Duljina i širina vagine se mijenjaju tijekom života žene, kao i sekret koji kroz nju izlazi. Glavni uzročnici promjena su: godine, menstrualni ciklus, seksualna aktivnost i porod.
Uz promjenu pH vrijednosti, tijekom menopauze, uzrokovano padom estrogena, može doći do smanjenja i stanjenosti vagine te vaginalne suhoće.
Prilikom seksualnog uzbuđenja stijenke vaginalnih zidova se šire zbog povećanog dotoka krvi, dolazi do povećanje lubrikacije vagine, cerviks se podiže te se vagina produžuje i širi.

## Vaginalni sekret
Stanice grlića maternice sadrže egzokrine žlijezde koje luče sluz, koja vlaži vaginalnu sluznicu. Spuštanjem sekreta i izlaskom kroz vaginalni otvor, vagina se oslobađa mrtvih stanica i bakterija te održava zdravom.
Normalan vaginalni sekret je proziran ili bijele boje, sluzav, bez neprijatnog mirisa.
Prema stupnju čistoće, vaginalni sekret se dijeli u 6 grupa:
1. Mikrobiološki prisutni laktobacili (dobre probiotske bakterije). Nalazi se kod djevojčica. Nalaz je karakteristika normalne, zdrave vaginalne flore.
2. Sekret bjelkaste boje, bez neprijatnih mirisa. Nalazi se kod seksualno aktivnih žena. Nalaz je karakteristika normalne, zdrave vaginalne flore.
3. Mikrobiološki nalaz patogenih bakterija (E.Coli, streptokok, Prevotella, stafilokok), mal broj laktobacila. Sekret promijenjene boje i neprijatnog mirisa.
4. Prisutna bakterija Neisseria gonorrhoeae – gonoreja, seksualno prenosiva bolest. Žućkasti sekret.
5. Prisutna bakterija Trichomonas vaginalis, seksualno prenosiva bolest. Sekret pjenušav, žuto-zelene boje, neugodnog mirisa.
6. Prisutna gljivica Candida albicans. Sekret bijel, bez mirisa.

U vaginalnom sekretu se može pojaviti krv.

### pH vrijednost
Vaginalni sekret ima pH vrijednost između 4,0 i 5,0, najčešće 4,5 – 4,6. Ovisi o fazi ciklusa i dobi žene. U prvoj fazi ciklusa pH je nizak, u prosjeku 4,5. Tijekom ovulacije, lužnato djelovanje cervikalne sluzi poveća pH vrijednost do 5,0. Kiselost se povećava nekoliko dana nakon ovulacije, pH pada na 4,5 i ostaje takav ostatak ciklusa, sve do menstruacije.
U adolescentica je vaginalni sekret slabo kiseli ili čak lužnat. U menopauzi pH postepeno postaje viši (≥ 4,5).
U trudnoći je prvo tromjesečje sekret kiseli (pH iznosi 4,0 – 4,5), dok u drugom i trećem tromjesečju postaje slabo kiseli s pH vrijednosti 5,0 – 6,0.

## Vaginalni pregled
Ginekološki pregled sastoji se od vizualnog pregleda vanjskog dijela spolovila te pregleda vagine i vrata maternice ginekološkim instrumentom spekulum. Spekulum razmiče zidove vagine omogućavajući vizualni pregled unutrašnjosti vagine i grlića. Nadalje se uzima bris grlića i rodnice te se radi Papa test i test na prisustvo uzročnika spolno prenosivih bolesti. Također se vaginalno izvodi ultrazvuk.
Bimanualni pregled se izvodi za provjeru stanja i položaja jajnika, jajovoda i maternice te se izvodi kroz vaginu.

## Vaginitis
Upala rodnice se naziva vaginitis i često je povezana s upalom vanjskog spolovila, vulve te je njezin stručni naziv vulvovaginitis. Može nastati kao posljedica termičkog, mehaničkog, kemijskog ili infekcioznog podražaja.  Vrste vaginitisa:
- Infektivni vaginitis
- Kandidijaza
- Bakterijska vaginoza
- Trihomonijaza
- Klamidija
- Alergijski vaginitis
- Atrofični vaginitis
- Vaginitis kod autoimunih bolesti[12]

Najčešći oblik terapije vaginitisa su vaginalete (postavljaju se u rodnicu) ili vaginalne kreme s aktivnom supstancom.

## Ostalo
- Prijevod latinske riječ vagina je "korice mača".

- Vagina je također poznata kao "rodni kanal".

- Za jačanje mišića oko rodnice, koji utječu na rodnicu, izvode se Kegelove vježbe.